# Brian Priestley

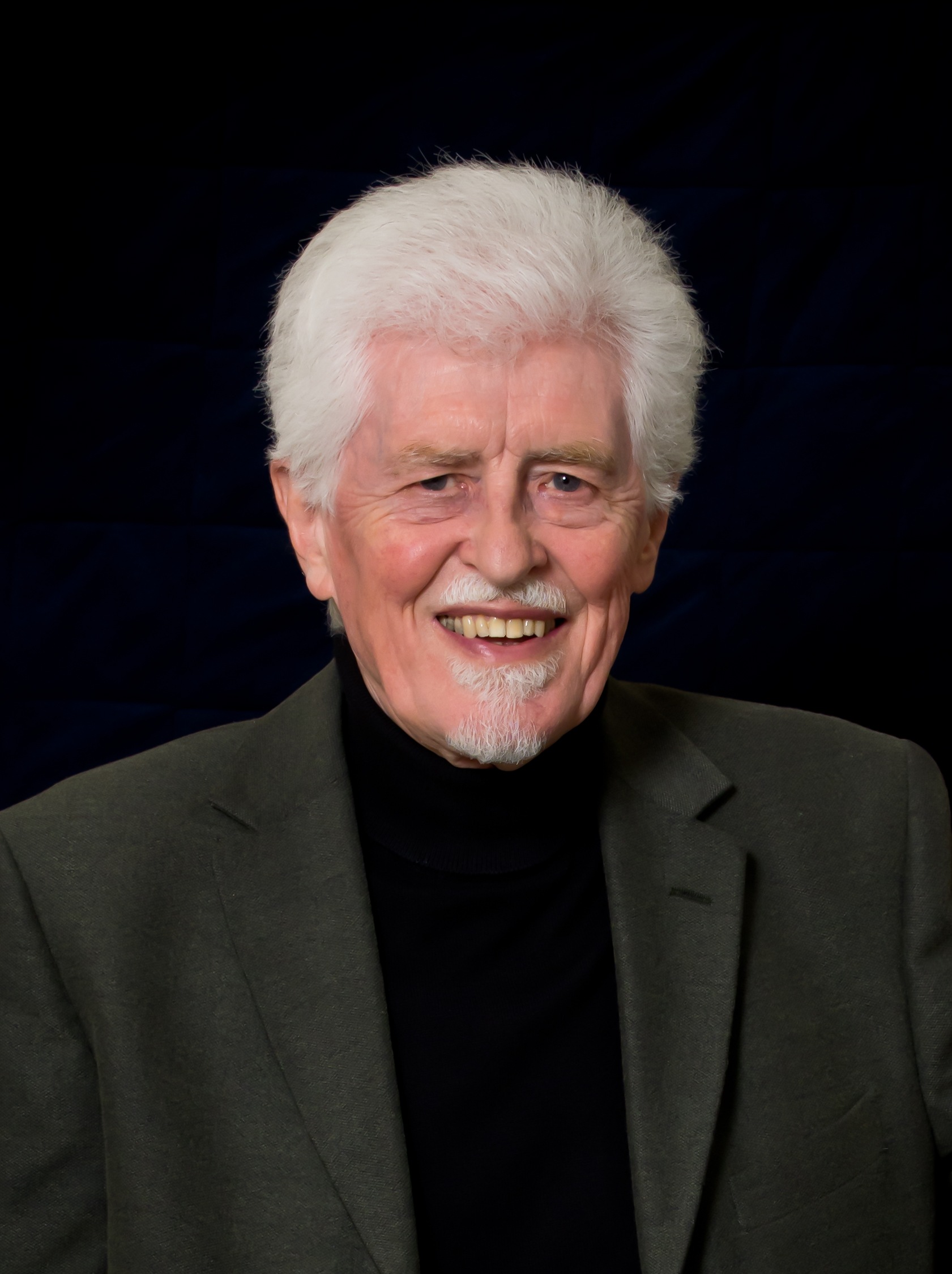
Brian Priestley

Brian Priestley (* 10. Juli 1940 in Manchester) ist ein britischer Jazzautor und Musik-Journalist, Pianist und Arrangeur.

## Leben und Wirken
Priestley lernte mit acht Jahren Klavier und studierte moderne Sprachen an der University of Leeds. Er arrangierte schon in den 1960er Jahren für das englische National Youth Jazz Orchestra und begann über Jazz zu schreiben, z. B. mit Beiträgen für das von Albert McCarthy herausgegebene Jazz on Record (1968). 1970 zog er nach London, wo er u. a. für Big Bands arrangierte, so die Creole Rhapsody von Duke Ellington für Alan Cohen 1977, und als Jazzpianist auftrat. Von 1977 bis 1993 unterrichtete er Jazz-Piano am Goldsmiths College der University of London. Er ist vor allem bekannt als Autor von Biographien von Charlie Parker, Charles Mingus und John Coltrane sowie als Co-Autor – mit dem Jazz-Trompeter Digby Fairweather, mit dem er auch in einem eigenen Septett spielte, und Ian Carr – des „Rough Guide Jazz“. Er schrieb auch als Jazzkritiker für diverse Zeitschriften, u. a. Jazzwise, und arbeitete als Jazz-Moderator für BBC Radio 3, BBC Radio London und „London Jazz FM“.

## Diskographische Hinweise
- You Taught My Heart to Sing (1994, Spirit of Jazz)
- Love You Madly (1999; Louise Gibbs, Brian Priestley & Tony Coe)
- Who Knows (2004)